# Arbitre (rugby à XV)
Pour les articles homonymes, voir Arbitre et Arbitre sportif.
 (août 2011).

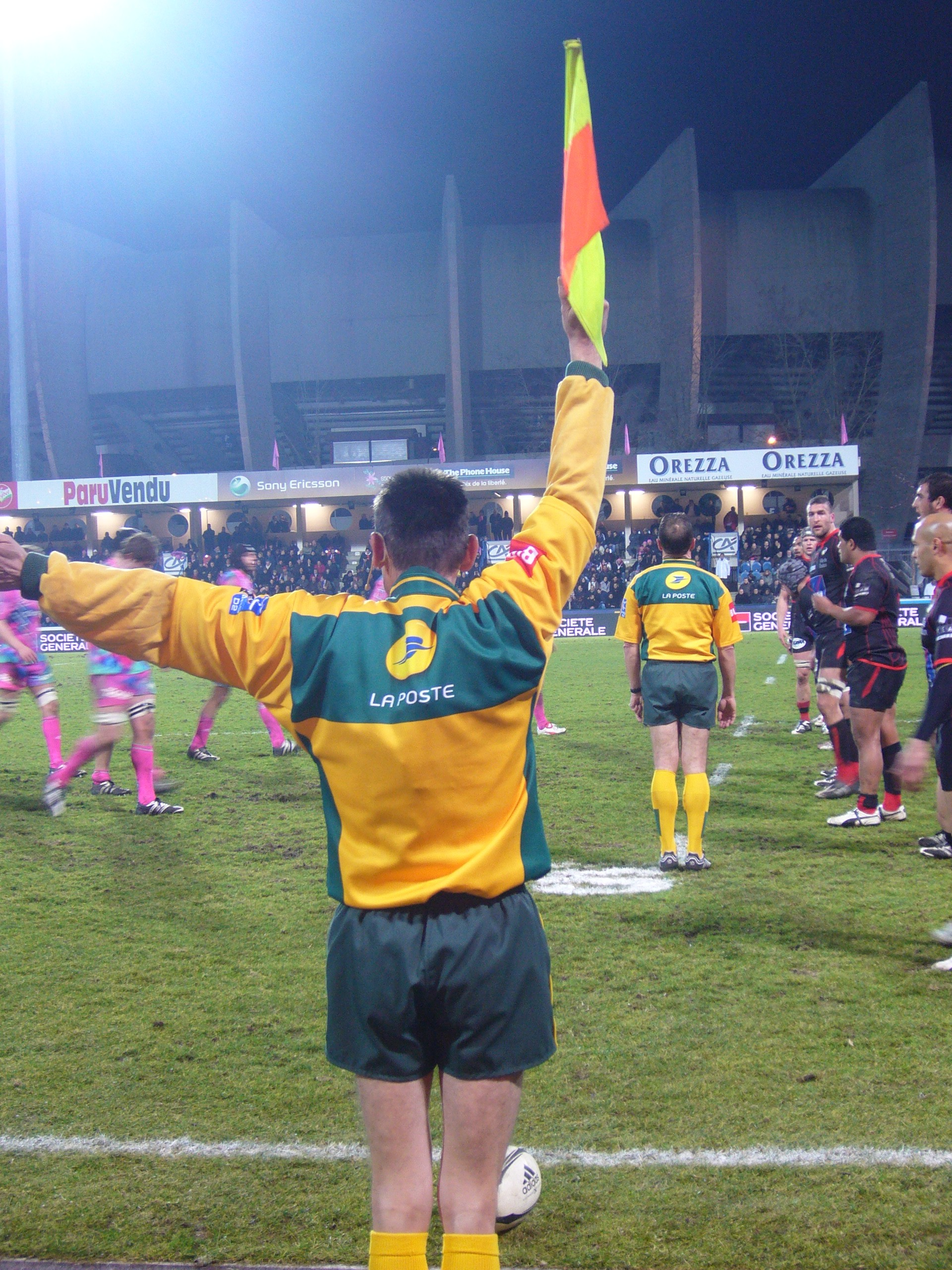
Arbitres de rugby à XV lors d'un match du Top 14.

Au rugby à XV, les rencontres sont dirigées par un corps officiel d'arbitres, composé d'un arbitre central, de deux juges de touche ou arbitres assistants. À cela peut s'ajouter d'autres officiels, comme un arbitre de réserve, un arbitre vidéo ou un chronométreur. L'ensemble doit veiller au bon fonctionnement de la partie et au respect des règles.

## Rôles et missions de l'arbitre
Le corps arbitral a plusieurs missions au cours d'un match, que ce soit en amont, pendant son déroulement ou après.

### Avant un match
L’arbitre organise le tirage au sort ou toss. Les capitaines des deux équipes adverses se retrouvent pour tirer à pile ou face qui effectuera la mise en jeu ainsi que la répartition des équipes sur le terrain. L'arbitre s'assure donc que tout se fasse dans les règles et que les volontés des équipes soient respectées.
Avant l'entrée sur le terrain, les arbitres doivent contrôler si les crampons et les différents équipements des joueurs sont réglementaires.
Ils peuvent être amenés à juger la jouabilité du match en fonction des conditions météorologiques ou du terrain.

### Pendant un match

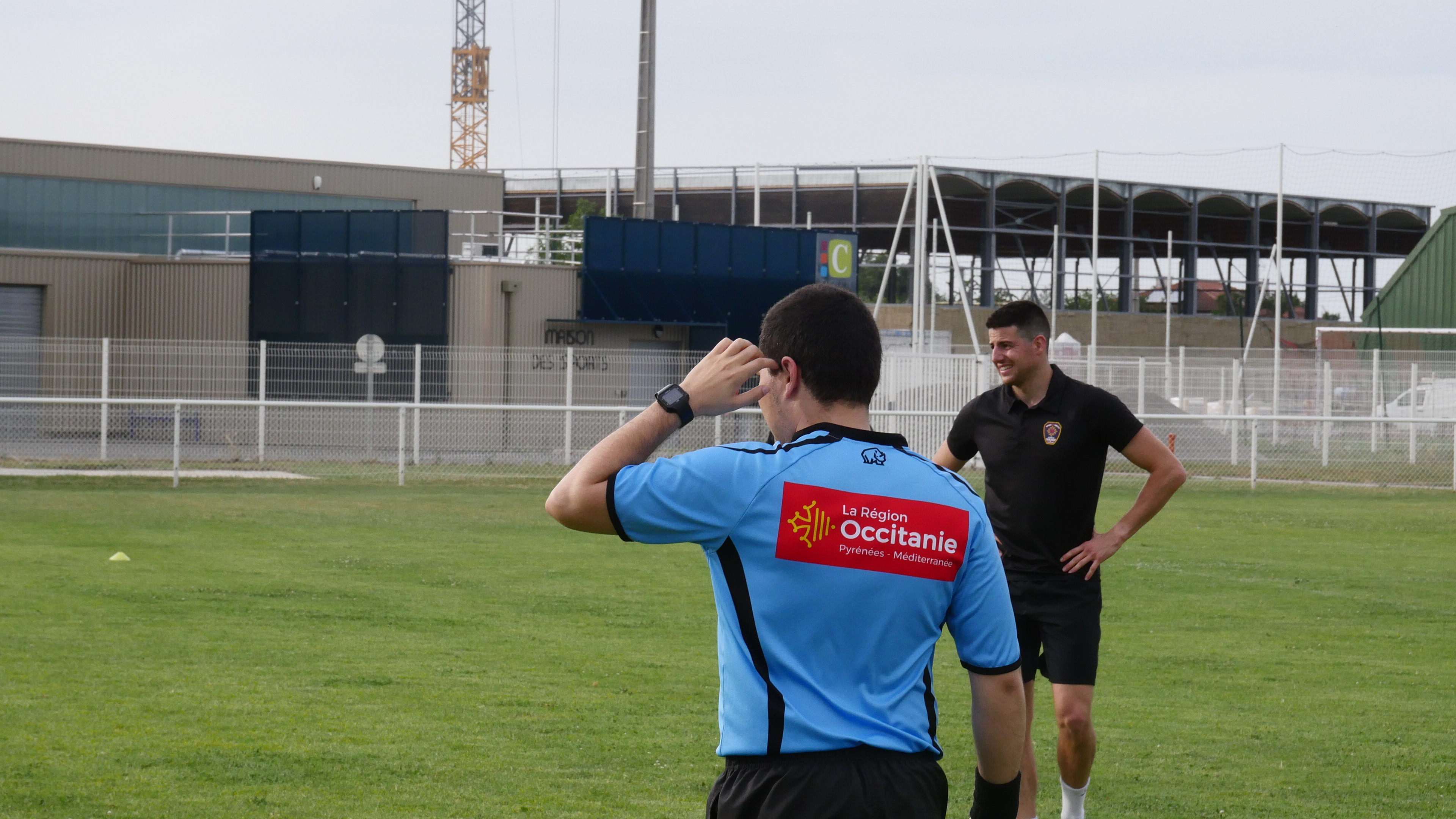
Arbitre de rugby lors d'un tournoi amical amateur.

L’arbitre central est le seul juge des faits et des règles du jeu pendant un match, bien qu'il puisse demander une aide supplémentaire aux juges de touche et/ou à l'arbitre vidéo. Il assure le chronométrage qu'il peut arrêter à tout moment. Il peut être assisté par l'organisateur du match qui peut signaler la fin des périodes de jeu par des sirènes par exemple. Il est aussi le seul à pouvoir décider de l'entrée ou de la sortie en jeu d'un joueur ou d'un officiel, comme un médecin.
Les juges de touche ont pour mission d'assister l'arbitre central en signalant les touches, la réussite ou non d'une pénalité ou d'une transformation, mais aussi seconder l'arbitre central en lui indiquant toute faute ou irrégularité de jeu omis par l'arbitre central. Ils peuvent être convoqués par l'arbitre central pour lui donner des explications ou des informations supplémentaires. L'arbitre vidéo n'est pas présent sur le terrain et doit trouver les images qui permettent de répondre ou non aux questions de l'arbitre central. Sa réponse est toujours modifiable selon la volonté de l'arbitre central qui possède dans tous les cas la décision finale. Il peut aussi alerter l'arbitre central s'il pense avoir vu un acte d'anti-jeu, déloyal ou dangereux.

### Après le match
L’arbitre communique le score aux équipes et à l’organisateur du match.
Si un joueur est définitivement exclu, l’arbitre remettra dès que possible à l’organisateur du match un rapport écrit sur l’infraction relative au jeu déloyal. 

## Le matériel
Pour mener à bien les missions qui les incombent, les arbitres possèdent différents objets.
L'arbitre central possède un sifflet avec lequel il va indiquer les début et fin de match, les arrêts de jeu et reprises de jeu, les fautes, valider des points, un ballon injouable, un rappel à l'ordre etc.
Il possède de plus deux cartons, un jaune et un rouge.
Pour ce qui est des juges de touche, ils possèdent des drapeaux qui permettent de communiquer avec l'arbitre central ainsi que les joueurs.
L'arbitre vidéo et son équipe possèdent un camion régie qui permet de revisionner les images du match et déceler celle qui permettrait de répondre à la question de l'arbitre central.
L'ensemble du corps arbitral possède aussi des moyens de communication pour échanger entre eux, notamment entre l'arbitre central et l'arbitre vidéo qui ne se trouve pas sur le terrain.

## Grades (FFR)
| Grade                         | Instance de rattachement               | Niveau d'arbitrage                   |
| ----------------------------- | -------------------------------------- | ------------------------------------ |
| Nationaux 1                   | Commission centrale des arbitres       | Top 14                               |
| Nationaux 2                   | Commission centrale des arbitres       | Pro D2                               |
| Divisionnaires 1              | Commission centrale des arbitres       | Fédérale 1                           |
| Divisionnaires 2              | Commission centrale des arbitres       | Fédérale 2                           |
| Divisionnaires 3              | Commission centrale des arbitres       | Fédérale 3                           |
| Juges de touche nationaux     | Commission centrale des arbitres       | Top 14, Pro D2 et Fédérale 1         |
| Inter-territorial             | Commission centrale des arbitres       | Championnats inter-territoriaux      |
| Territorial                   | Commissions territoriales des arbitres | Championnats territoriaux et réserve |
| Stagiaire                     | Commissions territoriales des arbitres | Championnats territoriaux            |
| Arbitre en cours de formation | Commissions territoriales des arbitres | Championnats territoriaux            |

- Arbitres internationaux français 
  - Pierre Brousset
  - Ludovic Cayre
  - Doriane Domenjo
  - Pascal Gaüzère
  - Aurélie Groizeleau
  - Romain Poite
  - Mathieu Raynal
  - Alexandre Ruiz
  - Tual Trainini
  - Jérôme Garcès

## Échelle des sanctions
| Symbole | Échelle des sanctions                  | Effet |
| ------- | -------------------------------------- | --- |
| n/a     | Coup franc (aussi appelé "Bras cassé") | Possibilité d'effectuer un dégagement en touche, ou de jouer rapidement la pénalité.                               |
| n/a     | Pénalité                               | Même options que le coup franc, avec en plus la possibilité de tenter un tir au but et la mêlée avec introduction. |
|         | Avertissement (carton jaune)           | Suspension du joueur pour 10 minutes.                                                                              |
|         | Exclusion définitive (carton rouge)    | Disqualification définitive du jeu ou plus par la commission national d'arbitrage de rugby.                        |